# 大原調整池
大原調整池（おおばらちょうせいち）は、愛知県新城市富岡にある豊川用水の調整池である。

## 概要
大原調整池のある新城市及びその周辺は、近くを流れる豊川や支流の宇利川が田畑よりも低い所を流れている為、昔から水を確保することが難しい地域であった。この調整池によって豊川用水の水量が多い時、大原ポンプ場で豊川用水路から取水・貯留する事で灌漑用水・上水道用水を安定して確保する事ができるようになった。
また、大原調整池は「五葉湖」と呼ばれるが、その由来はかつてこの近辺に有った「五葉城」にちなんでいる。

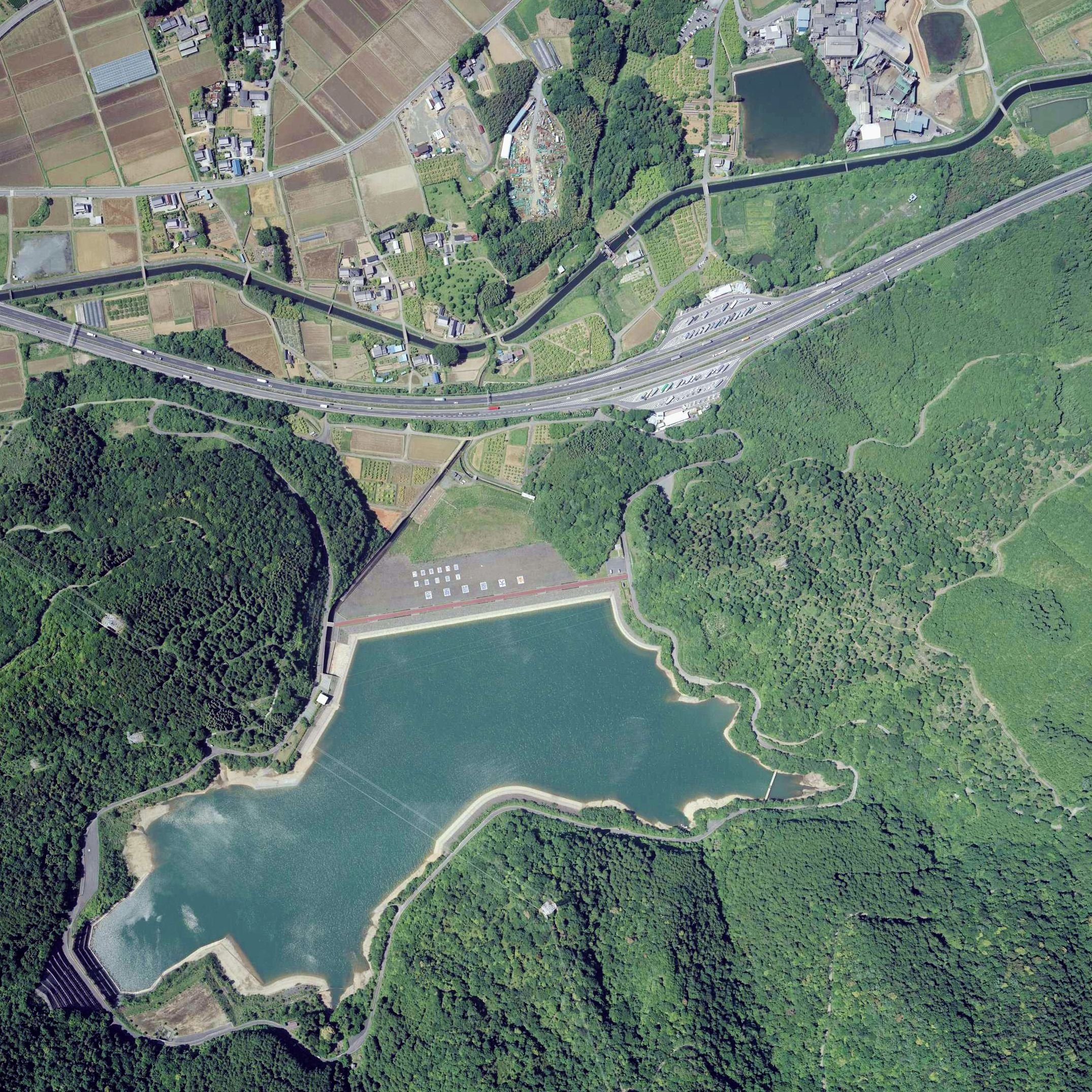
大原調整池と東名新城PA